# العبرة (الحيمة الداخلية)

تعديل مصدري - تعديل

العبرة هي إحدى قرى عزلة الأحبوب بمديرية الحيمة الداخلية التابعة لمحافظة صنعاء، بلغ تعداد سكانها 578 نسمة حسب تعداد اليمن لعام 2004.